# Gråbrun sammetsmusseron
Gråbrun sammetsmusseron (Dermoloma cuneifolium) är en svampart som först beskrevs av Elias Fries, och fick sitt nu gällande namn av Singer ex Bon 1986. Gråbrun sammetsmusseron ingår i släktet Dermoloma och familjen Tricholomataceae.  Arten är reproducerande i Sverige. Inga underarter finns listade i Catalogue of Life.